# Heathsville
Heathsville är administrativ huvudort i Northumberland County i Virginia. Vid 2010 års folkräkning hade Heathsville 142 invånare.